# Náměstí Dr. Edvarda Beneše (Liberec)
Náměstí Dr. Edvarda Beneše je jedním z nejvýznamnějších náměstí v Liberci, na pomezí částí Staré Město, Nové Město, Perštýn a Jeřáb.
Náměstí se nachází v horní části libereckého centra. Do jeho hlavní části (takzvaně před radnicí) ústí ulice Moskevská, Pražská, Kostelní, Frýdlantská, Železná a 5. května. Náměstí ovšem pokračuje i směrem dále za radnicí, kde do něj ústí ulice Mariánská, Rumjancevova a Sokolská.
Na náměstí se nachází významné městské objekty, především zdejší radnice a divadlo F. X. Šaldy. V jeho hlavní části je umístěna Neptunova kašna a také vydlážděný půdorys původní radnice zbourané v roce 1894. V části za radnicí se nachází stejnojmenné zastávky autobusů městské hromadné dopravy. Do roku 1984 přes náměstí vedla také tramvajová trať, ta však byla přeložena do Rumunské ulice.
Prostor před radnicí je obvyklým dějištěm kulturních akcí, koná se zde například liberecký jarmark, vánoční a velikonoční trhy, hudební a divadelní vystoupení. Je také místem, kde se lidé scházejí k manifestacím a demonstracím. K nejvýznamnějším patří protesty v listopadu 1989.
V srpnu 1968 zde jeden z tanků vojsk Varšavské smlouvy nabořil do podloubí, které poničil. Při srážce zahynulo několik lidí, které od roku 1990 podobně jako další liberecké oběti okupace připomíná pamětní deska od sochaře Jiřího Gdovína umístěná v průčelí radnice.
Náměstí posloužilo pro natáčení několika filmových či televizních snímků, jako například Spiderman: Daleko od domova.

## Pojmenování
Náměstí v minulosti neslo různé pojmenování, jako byla Margktt (podle dřívější tržnice), Ring, Altstädter Platz, Alte Markt, Radniční náměstí nebo Staroměstské náměstí. Pro část za radnicí se používal název Divadelní náměstí, pro ulici vedenou po severozápadní straně náměstí pak název Kronen Gasse.
- Dr. Ed. Beneš Platz / náměstí Dr. Edvarda Beneše (1937–1938) – podle československého prezidenta Edvarda Beneše
- Adolf Hitler Platz (1938–1945) – podle německého nacistického vůdce Adolfa Hitlera
- náměstí Presidenta Dr. Edvarda Beneše (1945–1952)
- náměstí Bojovníků za mír (1952–1991)
- náměstí Dr. E. Beneše (od roku 1991)